# Doamna Marica Brâncoveanu
Doamna Marica Brâncoveanu, född ?, död 1729, var en rumänsk furstinna. 
Hon gifte sig 1674 med Valakiets furste Constantin Brancoveanu, som 1688 besteg tronen, och fick 11 barn. 
Hon stödde makens kulturpolitik och deltog aktivt i den. Hon lät trycka böcker på rumänska, grekiska, slaviska och även arabiska, turkiska och georgiska, genomförde en rad byggnadsprojekt och restaurerade gamla heliga platser som försummats. Hon understödde också rumänska kyrkor utomlands. Hon är särskilt känd för sitt stöd av St Sava-klostret i Bukarest, och höjde även den kulturella nivån genom att grunda bibliotek med västerländsk litteratur. Hon hade också ansvaret för familjens ekonomi, som till stor del var deponerad i banker i Wien, Venedig och Amsterdam. I maj 1714 avsattes hennes make av osmanerna, och hela familjen arresterades och fördes under bevakning till Konstantinopel, där de torterades för att avslöja var de gömt sin förmögenhet. I augusti dödades hennes make och söner. Själv släpptes hon och de resterande familjemedlemmarna efter en kraftig avgift och förvisades till Kaukasus. 1716 kunde hon återvända till Bukarest. Hon lyckades återfå den förmögenhet hon hade i utlandet, och kunde 1720 återfå sin makes och söners kroppar för att begravas.